# Stazione di Porretta Terme
Stazione di Porretta Terme vasútállomás Olaszországban, Porretta Terme településen.

## Vasútvonalak
Az állomást az alábbi vasútvonalak érintik:
- Porrettana-vasútvonal

## Kapcsolódó állomások
A vasútállomáshoz az alábbi állomások vannak a legközelebb:
- Stazione di Ponte della Venturina
- Stazione di Silla